# Ламбада (филм)
„Ламбада“ (на английски: Lambada) е американска драма от 1990 г. Във филма участват Джей Еди Пек, Мелора Хардин, Шаба-Ду, Рики Пол Голдин, Базил Хофман, Денис Бъркли и Кийн Къртис. Филмът е режисиран от Джоел Силбърг.
Филмът е пуснат по кината в САЩ на 16 март 1990 г. заедно с конкурентния филм „Забраненият танц“.